# سردرق (کلیبر)
سردره نام‌منطقه ای در روستای اردشیر که در تقسیمات کشوری بنام سردرق نام گرفته است ، بر اساس اسناد اداره ثبت اسناد و املاک کشور فرعی روستای اردشیر میباشد . 